# Campeonato Centroamericano de Balonmano
El Campeonato Centroamericano de Balonmano es la competición de balonmano entre selecciones nacionales de América Central. El torneo se celebra desde el año 2014 para selecciones femeninas y 2013 para selecciones masculinas. La organización corre a cargo de la Confederación Centroamericana de Balonmano (CCAB), con el apoyo de la Federación Panamericana de Balonmano (PATHF), y actualmente se realiza cada dos años impares para las selecciones masculinas y pares para las selecciones femeninas. El Campeonato Centroamericano también sirve como torneo de clasificación para el Campeonato Panamericano de Balonmano.

## Ediciones para selecciones masculinas
| Año  | Sede                | Oro        | Plata       | Bronce    |             |
| ---- | ------------------- | ---------- | ----------- | --------- | ----------- |
| 2013 | San Salvador        | Guatemala  | Costa Rica  | Nicaragua | El Salvador |
| 2015 | Cartago             | Guatemala  | Costa Rica  | Honduras  | El Salvador |
| 2017 | Ciudad de Guatemala | Guatemala  | Costa Rica  | Nicaragua | El Salvador |
| 2021 | Tegucigalpa         | Costa Rica | El Salvador | Honduras  |             |
| 2023 | Managua             | Costa Rica | Nicaragua   | Guatemala | Honduras    |

### Medallero histórico
| Núm. | País        | Oro | Plata | Bronce | Total |
| ---- | ----------- | --- | ----- | ------ | ----- |
| 1    | Guatemala   | 3   | 0     | 1      | 4     |
| 2    | Costa Rica  | 2   | 3     | 0      | 5     |
| 3    | Nicaragua   | 0   | 1     | 2      | 3     |
| 4    | El Salvador | 0   | 1     | 0      | 1     |
| 5    | Honduras    | 0   | 0     | 2      | 2     |
|      | TOTAL       | 5   | 5     | 5      | 15    |

Actualizado hasta Nicaragua 2023

## Ediciones para selecciones femeninas
| Año  | Sede         | Oro       | Plata      | Bronce      |             |
| ---- | ------------ | --------- | ---------- | ----------- | ----------- |
| 2014 | Tegucigalpa  | Guatemala | Nicaragua  | Costa Rica  | El Salvador |
| 2016 | Managua      | Guatemala | Nicaragua  | Costa Rica  | El Salvador |
| 2021 | San Salvador | Nicaragua | Costa Rica | El Salvador |             |
| 2023 | Managua      | Paraguay  | Chile      | Nicaragua   | Costa Rica  |

### Medallero histórico
| Núm. | País        | Oro | Plata | Bronce | Total |
| ---- | ----------- | --- | ----- | ------ | ----- |
| 1    | Guatemala   | 2   | 0     | 0      | 2     |
| 2    | Nicaragua   | 1   | 2     | 1      | 4     |
| 3    | Paraguay    | 1   | 0     | 0      | 1     |
| 4    | Costa Rica  | 0   | 1     | 2      | 3     |
| 5    | Chile       | 0   | 1     | 0      | 1     |
| 6    | El Salvador | 0   | 0     | 1      | 1     |
|      | TOTAL       | 4   | 4     | 4      | 12    |

Actualizado hasta Managua (Nicaragua) 2023